# Canton de Saint-Georges-sur-Loire
Le canton de Saint-Georges-sur-Loire est une ancienne division administrative française située dans le département de Maine-et-Loire et la région Pays de la Loire.
Il disparait aux élections cantonales de mars 2015, réorganisées par le redécoupage cantonal de 2014.

## Composition
Le canton de Saint-Georges-sur-Loire groupe dix communes. Il compte 17 259 habitants (population municipale) au 1er janvier 2012.
| Nom                                 | Code Insee | Intercommunalité          | Population (dernière pop. légale) |
| ----------------------------------- | ---------- | ------------------------- | --------------------------------- |
| Saint-Georges-sur-Loire (chef-lieu) | 49283      | CC Loire Layon Aubance    | 3 513 (2014)                      |
| Béhuard                             | 49028      | CU Angers Loire Métropole | 118 (2014)                        |
| Champtocé-sur-Loire                 | 49068      | CC Loire Layon Aubance    | 1 874 (2014)                      |
| Ingrandes                           | 49160      | CC Loire Layon            | 1 661 (2013)                      |
| La Possonnière                      | 49247      | CC Loire Layon Aubance    | 2 423 (2014)                      |
| Saint-Germain-des-Prés              | 49284      | CC Loire Layon Aubance    | 1 390 (2014)                      |
| Saint-Jean-de-Linières              | 49289      | Angers Loire Métropole    | 1 785 (2014)                      |
| Saint-Léger-des-Bois                | 49298      | Angers Loire Métropole    | 1 655 (2014)                      |
| Saint-Martin-du-Fouilloux           | 49306      | CU Angers Loire Métropole | 1 673 (2014)                      |
| Savennières                         | 49329      | CU Angers Loire Métropole | 1 357 (2014)                      |

## Géographie
Borné au sud par la Loire, ce canton est organisé autour de Saint-Georges-sur-Loire dans l'arrondissement d'Angers. Sa superficie est de plus de 177 km2 (17 701 hectares), et son altitude varie de 7 mètres (Ingrandes) à 83 mètres (Champtocé-sur-Loire), pour une altitude moyenne de 42 mètres.
| Nom de la commune         | Surface (ha) | Alt. mini (m) | Alt. maxi (m) |
| ------------------------- | ------------ | ------------- | ------------- |
| Béhuard                   | 221          | 12            | 16            |
| Champtocé-sur-Loire       | 3 676        | 11            | 83            |
| Ingrandes                 | 665          | 7             | 69            |
| La Possonnière            | 1 836        | 12            | 67            |
| Saint-Georges-sur-Loire   | 3 336        | 11            | 81            |
| Saint-Germain-des-Prés    | 1 976        | 10            | 71            |
| Saint-Jean-de-Linières    | 866          | 29            | 79            |
| Saint-Léger-des-Bois      | 1 542        | 38            | 79            |
| Saint-Martin-du-Fouilloux | 1 482        | 28            | 81            |
| Savennières               | 2 101        | 12            | 77            |

## Histoire
- Le canton de Saint-Georges-sur-Loire (chef-lieu) est créé le 4 mars 1790 avec les communes Les Essards, le Petit-Paris, Saint-Augustin-des-Bois, Saint-Georges-sur-Loire, Saint-Léger-des-Bois et Saint-Martin-du-Fouilloux. En 1795 Les Essards sont réunis à Saint-Léger-des-Bois et le Petit-Paris à Saint-Martin-du-Fouilloux[4].

- En 1800, redevenue commune, Saint-Jean-de-Linières est intégré au canton. En 1801 le canton est augmenté de Béhuard, Champtocé, Ingrandes, Saint-Germain-des-Prés et Savennières, et diminué de Saint-Augustin-des-Bois (canton du Louroux-Béconnais). En 1851 se rajoute La Possonnière, devenue une commune le 21 mars de cette année-là[4].

- De 1833 à 1848, les cantons du Louroux-Béconnais et de Saint-Georges-sur-Loire avaient le même conseiller général. Le nombre de cantons était limité à 30 par département[5].

- À sa création le canton est rattaché au district d'Angers, puis en 1800 à l'arrondissement d'Angers[6].

- Dans le cadre de la réforme territoriale, un nouveau découpage territorial pour le département de Maine-et-Loire est défini par le décret du 26 février 2014. Le canton de Saint-Georges-sur-Loire disparait aux élections cantonales de mars 2015[1].

## Administration

### Conseillers d'arrondissement (de 1833 à 1940)
| Période                                  | Période | Identité                    | Étiquette | Qualité |
| ---------------------------------------- | ------- | --------------------------- | --------- | --- |
| 1833                                     | 1836    | M. Tudoux                   |           | Propriétaire à Saint-Germain-des-Prés                                                                       |
| 1836                                     | 1848    | Sérené Faugeron (1805-1869) |           | Géomètre expert à Saint-Georges-sur-Loire                                                                   |
|                                          |         |                             |           | |
| 1919                                     | 1922    | Charles Grelier             |           | Maire de Saint-Georges-sur-Loire                                                                            |
| 1922                                     | 1925    | Gustave Jubin               |           | Maire de Champtocé-sur-Loire                                                                                |
|                                          |         |                             |           | |
| 1928                                     | 1940    | Pierre Ménard               |           | Maire de La Possonnière                                                                                     |
| 1940                                     |         |                             |           | Les conseils d'arrondissement ont été suspendus par la loi du 12 octobre 1940 et n'ont jamais été réactivés |
| Les données manquantes sont à compléter. |         |                             |           | |

Le canton de Saint-Georges-sur-Loire est la circonscription électorale servant à l'élection des conseillers généraux, membres du conseil général de Maine-et-Loire.

### Conseillers généraux de 1833 à 2015
| Période | Période                   | Identité                             | Étiquette             | Qualité |
| ------- | ------------------------- | ------------------------------------ | --------------------- | --- |
| 1833    | 1836 (décès)              | Théobald Walsh de Serrant            |                       | Pair de France (1835-1836) |
| 1836    | 1848                      | Joseph Pontron de Robineau           |                       | Maire du Louroux-Béconnais |
| 1848    | 1852                      | Sérené Faugeron                      |                       | Géomètre-expert Maire de Saint-Georges-sur-Loire (1848-1869), conseiller d'arrondissement                                                                               |
| 1852    | 1876 (décès)              | Comte Alfred Walsh (1814-1876)       |                       | Propriétaire à Plessis-Macé |
| 1877    | 1877                      | Marie Hylos Suaudeau                 |                       | Maire de Saint-Georges-sur-Loire |
| 1877    | 1879 (décès)              | Vicomte Arthur de Boissard           |                       | Maire de Saint-Germain-des-Prés (1872-1879) |
| 1879    | 1887 (décès)              | Marie Hylos Suaudeau                 |                       | Maire de Saint-Georges-sur-Loire |
| 1887    | 1899 (démission)          | Vicomte Arthur de Cumont             | Centre droit          | Rédacteur en chef de L'Union de l'Ouest Député (1871-1876) |
| 1900    | 1911 (décès)              | Émile Faugeron (1829-1911)           | Droite                | Général Maire de Saint-Georges-sur-Loire |
| 1911    | 1925                      | Louis Cotte de Jumilly               | Conservateur          | Maire de Saint-Georges-sur-Loire |
| 1925    | 1940 (démission d'office) | Gustave Jubin                        | RG                    | Propriétaire Maire de Champtocé-sur-Loire, conseiller d'arrondissement Révoqué par le Gouvernement de Vichy                                                             |
|         |                           |                                      |                       | |
| 1943    | 1945                      | Bernard Barbat du Closel (1883-1956) |                       | Capitaine à titre temporaire au 7ème régiment de zouaves de marche Conseiller d'arrondissement, maire de Savennières (1919-1956) Nommé conseiller départemental en 1943 |
|         |                           |                                      |                       | |
| 1945    | 1967                      | Emile Bournier                       | DVD puis UNR puis UDR | Propriétaire viticulteur |
| 1967    | 1979                      | Bernard Guitton                      | DVD                   | Conseiller d'ambassade Maire de Saint-Georges-sur-Loire |
| 1979    | 1985                      | Philippe Etcharry                    | DVD                   | Médecin, conseiller municipal de Saint-Georges-sur-Loire |
| 1985    | 1998                      | Jean Saint-Bris                      | RPR                   | Directeur du musée du Clos-Lucé à Amboise |
| 1998    | 2011                      | Rémy Martin                          | DVG                   | Maire de Savennières (1989-2008) |
| 2011    | 2015                      | Jean-Marie Gaudin                    | DVD                   | Chef d'entreprise Maire de Saint-Germain-des-Prés (1995-2020) |

### Résultats électoraux détaillés
- Élections cantonales de 2004 : Rémy Martin (Divers gauche) est élu au 1er tour avec 52,88 % des suffrages exprimés, devant Philippe Bouffandeau (UMP) (16,51 %) et Olivier Bulard (VEC) (12,68 %). Le taux de participation est de 68,34 % (7 651 votants sur 11 196 inscrits)[19].
- Élections cantonales de 2011 : Jean-Marie Gaudin (Divers droite) est élu au 2e tour avec 50,65 % des suffrages exprimés, devant Jacques Genevois (PS) (49,35 %). Le taux de participation est de 47,32 % (5 755 votants sur 12 161 inscrits)[20].

## Démographie
| 1962  | 1968  | 1975   | 1982   | 1990   | 1999   | 2006   | 2011   | 2012   |
| ----- | ----- | ------ | ------ | ------ | ------ | ------ | ------ | ------ |
| 9 380 | 9 360 | 10 181 | 12 124 | 13 506 | 14 566 | 16 170 | 17 057 | 17 259 |